# Белов, Антон Алексеевич
Анто́н Алексе́евич Бело́в (род. 2 мая 1996, Саратов, Россия) — российский футболист, защитник «Динамо» из Санкт-Петербурга.

## Карьера
Футболом начал заниматься в Саратове с 5 лет. В 2011—2015 годах играл в любительском первенстве России (МФС «Приволжье») за СДЮСШОР «Сокол». Летом 2015 года перешёл в клуб Премьер-лиги Анжи. В сезонах 2015/16 — 2017/18 в молодёжном первенстве сыграл 48 матча, забил два гола. Вторую половину сезона 2016/17 провёл в аренде в клубе Первенства ПФЛ пензенском «Зените». Сыграл в апреле два матча, в обоих получил по жёлтой карточке. Первую половину сезона 2017/18 отыграл в фарм-клубе — «Анжи-2», в 16 играх забил один мяч. 20 сентября 2017 дебютировал в «Анжи» — в гостевом матче 1/16 Кубка России против «Луча-Энергии» (0:2). В середине февраля 2018 года перешёл на правах аренды в «Зоркий» — 24 матча, 6 голов в Первенстве ПФЛ. 15 марта 2019 дебютировал в чемпионате России в домашнем матче против «Крыльев Советов» (0:2) — был заменён на 63-й минуте. Сезон-2019/20 провёл в ереванском «Пюнике», сыграл в выездном матче против английского «Вулверхэмптона» все 90 минут в квалификации Лиги Европы и провёл 8 игр в чемпионате Армении. Летом 2020 года перешёл в «Томь», сыграл за неё 7 матчей в Первенстве ФНЛ и 1 в Кубке России, после чего перешёл в липецкий «Металлург», с которым вышел в ФНЛ, сыграв в 18 матчах (1 гол) Первенства ПФЛ. В сезоне 2021/22 второго по силе российского дивизиона сыграл в 15 матчах. В летне-осенней части сезона 2022/23 во Второй лиге и Кубке страны провёл 18 матчей, забил 2 мяча. В 2024 году пополнил ряды владивостокского «Динамо», за которое провёл единственный матч 7 июня против клуба «Арсенал-2» (1:0).

## Достижения
- Победитель 3-й группы Второй лиги: 2020/21